# شویدنگتسا (استان لوبوسکی)
شویدنگتسا (به لهستانی:  Świdnica) یک روستا در لهستان است که در گمینا شویدنگتسا (استان لوبوسکی) واقع شده‌است. شویدنگتسا ۱٬۴۰۰ نفر جمعیت دارد.